# Rebolation
Rebolation – wywodzący się z Brazylii styl tańca, zrodzony podczas rave parties. Popularność zyskał za sprawą videosharingu – zamieszczania przez tancerzy w Internecie filmowych nagrań z ich występów, treningów i spotkań. Tańczy się go przede wszystkim do muzyki elektronicznej. Swobodnym ruchom rąk i nóg towarzyszą kroki, tworzące wrażenie, że osoba tańcząca ślizga się po podłożu.
Podstawowy krok („chód”) to postawienie stopy przed siebie z równoczesnym przekręceniem się na pięcie tylnej stopy. Przy kroku w tył - obrót zmienia kierunek. Umiejętne wykonanie pozwala dać złudzenie ślizgania się, a swobodne ruchy rąk tworzą wrażenie, że tańczący niezupełnie kontroluje kierunek swoich ruchów.
Rebolation przez wiele osób uważany jest za brazylijską wersję melbourne shuffle i hard dance.